# Бедарёвка
Бедарёвка (каз. Бедаревка) — упразднённое село в Зыряновском районе Восточно-Казахстанской области Казахстана. Упразднено в 2019 г. Входило в состав Соловьёвского сельского округа. Код КАТО — 634855200.

## Население
В 1999 году население села составляло 70 человек (34 мужчины и 36 женщин). По данным переписи 2009 года, в селе проживал 51 человек (27 мужчин и 24 женщины).